# Vlahovići (gmina Ljubinje)
Vlahovići (cyr. Влаховићи) – wieś w Bośni i Hercegowinie, w Republice Serbskiej, w gminie Ljubinje. W 2013 roku liczyła 38 mieszkańców.